# Gunnar Hultner
Nils Gunnar Hjalmar Hultner, född 13 november 1934 i Lommaryd, död 6 november 2021, var en svensk diplomat.

## Biografi
Gunnar Hultner var son till godsägare Hjalmar Hultner och Gunhild Nilsson på Degla herrgård. Han tog juris kandidatexamen vid Uppsala universitet 1960, studerade vid INSEAD 1961 och försvarshögskolan 1980. Hultner var amanuens vid Kommerskollegium 1960–1961 innan han blev attaché vid Utrikesdepartementet 1962. Han var ambassadsekreterare i Bonn 1964, Addis Abeba 1965, förste ambassadsekreterare vid EG-delegationen i Bryssel 1970 och vid ambassaden Köpenhamn 1973. Hultner var ambassadråd Moskva 1976, tillförordnat departementsråd vid UD 1979, ambassadör i Quito 1980–1984, ambassadör i Islamabad 1985 och Malé 1986. Han var därefter ambassadör i Brasília 1990–1996.
Gunnar Hultner var från 1961 till sin död gift med Margareta Wimmerstedt (född 1939), dotter till överingenjör Uno Wimmerstedt och Elisabeth Sandin.